# Condamine, Ain
Condamine là một xã ở tỉnh Ain, vùng Auvergne-Rhône-Alpes thuộc miền đông nước Pháp.

## See
- Xã của tỉnh Ain